# Pavel Zedníček
Pavel Zedníček (* 1. listopadu 1949 Hoštice-Heroltice) je český herec, bavič a moderátor. Kolegy a přáteli je přezdíván Čmaňa.

## Život
Narodil se v Hošticích-Herolticích na Vyškovsku, vyrůstal ale ve Zlíně a sám se označuje za Valacha. Absolvoval Střední průmyslovou školu kožařskou ve Zlíně, obor Pryžová obuv. Obuvnictvím se však nechtěl živit, a tak v letech 1969–1973 vystudoval činoherní herectví na Janáčkově akademii múzických umění v Brně. Jeho manželkou je moderátorka a scenáristka Hana Kousalová.
Bolek Polívka ho ve svém Valašském království jmenoval ministrem všeho.
V roce 2022 získal na Zlín Film Festivalu ocenění Zlatý střevíček za mimořádný přínos kinematografii pro děti a mládež.

### Divadlo
Již během studií na brněnské JAMU vystupoval v Divadle na provázku v Brně, krátce po vystudování školy v roce 1973 však nastoupil do Činoherního studia v Ústí nad Labem. Zde hrál společně s Jiřím Bartoškou a Karlem Heřmánkem až do roku 1977, kdy dostali nabídku na angažmá v Divadle Na zábradlí v Praze, kterou všichni tři využili.
V Divadle Na zábradlí hrál až do roku 1990. Poté pomáhal Karlu Heřmánkovi s rozjezdem jeho Divadla Bez zábradlí. Zde však nepůsobil delší dobu a v průběhu času účinkoval v dalších divadlech, např. Divadlo ABC nebo v Národním divadle. V současné době[kdy?] působí v Divadle Kalich.

### Televize
V televizi působil jako moderátor soutěže Kufr a pořadu Ptákoviny, na TV Barrandov moderoval se svým synovcem Jakubem pořad Kurňa, co to je? Působí také jako dabér (namluvil např. Ala Bundu ze sitcomu Ženatý se závazky či Franka Lamberta z rodinného sitcomu Krok za krokem). V roce 2017 si zahrál hlavní roli v televizním seriálu ČT Četníci z Luhačovic. V roce 2024 moderoval pořad Možné je všechno!.

### Hry
V počítačové hře Kingdom Come: Deliverance II z roku 2025 od českého herního studia Warhorse Studios ztvárnil postavu šlechtice Jana Semína ze Semína, který sídlí v Semínském Dvoře.